# Jerzy Nasierowski (prawnik)

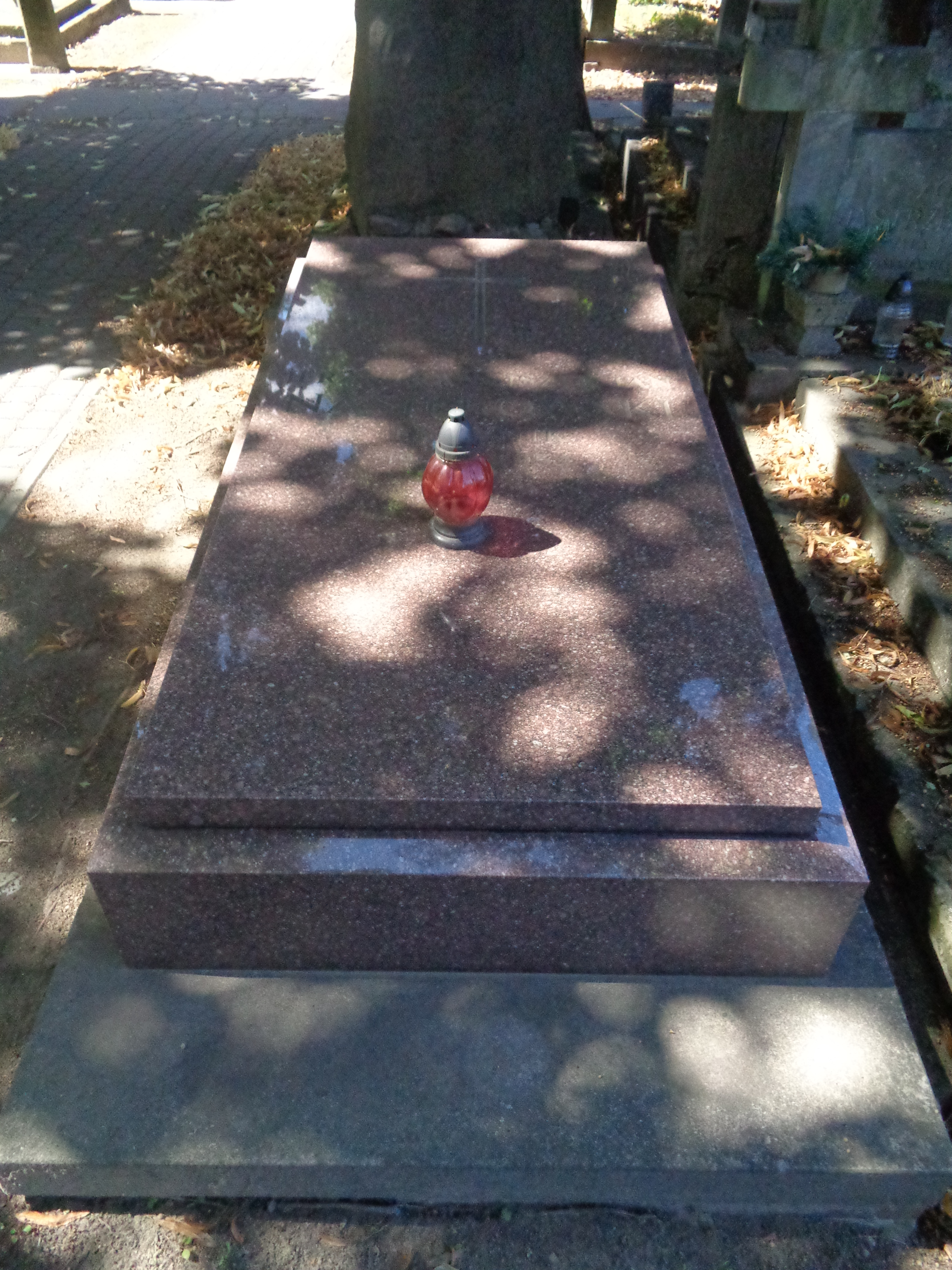
Grób adwokata Jerzego Nasierowskiego na Cmentarzu Powązkowskim

Jerzy Nasierowski, ps. Tur, Jaszczur (ur. 17 listopada 1908 w Warszawie, zm. 1953) – polski sędzia, adwokat i urzędnik państwowy, działacz Polskiego Państwa Podziemnego, w latach 1945–1947 poseł do Krajowej Rady Narodowej i wiceprzewodniczący Wojewódzkiej Rady Narodowej w Krakowie. Ofiara systemu stalinowskiego.

## Życiorys
Ukończył szkołę średnią w Piotrkowie (1927) oraz Wydział Prawa Uniwersytetu Warszawskiego (1933). Po ukończeniu aplikacji i asesury w stolicy przeniósł się w 1938 do Łodzi, gdzie został sędzią Sądu Grodzkiego. W 1939 znalazł się w okupowanym Krakowie. Był tam zatrudniony w miejskich zakładach elektrycznych, a od 1941 do 1945 prowadził prywatną kancelarię adwokacką. W strukturach polskiego państwa podziemnego sprawował funkcję kierownika Wydziału Likwidacji Skutków Wojny Okręgowej Delegatury Rządu na Kraj w Krakowie, a także przewodniczącego Cywilnego Sądu Specjalnego w Krakowie. Na wiosnę 1945 mianowany radcą w Urzędzie Wojewódzkim, a później wicedyrektorem Okręgowego Urzędu Tymczasowego Zarządu Państwowego.
W czasie okupacji działał w Stronnictwie Pracy, a w 1945 został członkiem Stronnictwa Demokratycznego. Zasiadał w Prezydium Wojewódzkiego Komitetu oraz w Radzie Naczelnej. Od 1945 do 1947 z nominacji Stronnictwa pełnił obowiązki wiceprzewodniczącego Wojewódzkiej Radzie Narodowej w Krakowie. W 1946 przeniósł się do Katowic, gdzie został mianowany dyrektorem okręgowego urzędu likwidacyjnego. W 1948 podjął pracę w Ministerstwie Finansów w Warszawie. Od 1949 pełnił obowiązki przewodniczącego Rady Administrcyjno-Samorządowej CK SD.
W latach 1945–1947 sprawował mandat posła do Krajowej Rady Narodowej. Nie wszedł w skład Sejmu Ustawodawczego RP. Szantażowany przez Urząd Bezpieczeństwa Publicznego popełnił samobójstwo. Pozostawił po sobie żonę i dwoje dzieci. Pochowany na cmentarzu Powązkowskim (kwatera 104-5-25).